# Marcel Tyberg
Marcel Tyberg (Vienne, 27 janvier 1893 – Auschwitz-Birkenau, 31 décembre 1944) est un compositeur, chef d'orchestre et organiste autrichien. Sa musique est dans le style de la fin de la période romantique.

## Biographie
Marcel Tyberg naît à Vienne, dans une famille de musiciens. Son père, Marcell Tyberg senior, était un célèbre violoniste, tandis que sa mère, Wanda Paltinger Tybergova, était une pianiste formée à l'école de Teodor Leszetycki, et une collègue d'Artur Schnabel. Peu de choses sont connues au sujet de son éducation musicale : il est supposé que Tyberg développe sa formation technique d'orchestration, de contrepoint et d'harmonie à l'extérieur de la maison familiale. Tyberg père est en bons termes avec le célèbre violoniste Jan Kubelík et les deux familles se sont fréquentées l'une et l'autre. Marcel dédie des lieder aux deux filles de Jan qui, malgré un écart de vingt ans, cultive une vive amitié avec son jeune frère, le chef d'orchestre Rafael Kubelík. Tyberg devient l'ami avec le violoniste et chef d'orchestre italien, Rodolfo Lipizer. Parmi les compositions viennoises de Tyberg, date la Sonate pour piano n° 1 (1920) et sa Symphonie n° 1 (1924).
En 1927, à la suite de la mort de son père, Tyberg déménage avec sa mère, pour la ville croate d'Abbazia (aujourd'hui Opatija), alors italienne. Pour gagner sa vie, il travaille pour toute offre : il enseigne l'harmonie, joue de l'orgue, diririge et sous le pseudonyme de Till Bergmar, produit de la musique populaire de danse pour les stations locales (rumbas, tangos et valses, etc.),.
Sa seconde Symphonie est créée par son ami Rafael Kubelik avec la Philharmonie tchèque au début des années 1930. Pieux Catholique, Tyberg compose un Te Deum, qui est créée à l'église d'Abbazia le 25 juillet 1943, le jour de la chute de Mussolini, forcé de quitter le pouvoir.
Lorsque les forces allemandes occupent le nord de l'Italie en 1943, la mère de Tyberg, en conformité avec les règlements Nazis, est enregistrée pour l'un de ses arrière-grands-pères qui étaient Juifs. Peu de temps après, la mère de Tyberg meurt de causes naturelles. Tyberg est arrêté et déporté vers les camps de la mort de San Sabba et Auschwitz. On a longtemps cru qu'il était mort par suicide en transit, mais la date de son décès a été enregistrée à Auschwitz, le 31 décembre 1944,.
La Symphonie n° 3, achevée peu avant sa détention et donnée à un de ses amis, Milan Mihich († 1948), afin de la sauver de la guerre, a été enregistrée par l'orchestre Philharmonique de Buffalo réalisé par JoAnn Falletta en 2008, et publié par le label Naxos.
La Tyberg Musical Legacy Fund est créée à Buffalo pour conserver et jouer la musique de Tyberg.

## Œuvres
Les œuvres sauvegardées de Marcel Tyberg comprennent :
Orchestre
- Symphonie n° 1 (1922-1924)
Allegro molto (1922) – Adagio (1922) - Scherzo (31 décembre 1922) – Finale, Allegro non troppo (12 avril 1924)
- Scherzo et Finale pour la Symphonie Inachevée de Schubert (1927-1928)
- Symphonie n° 2 en fa mineur (1927-1931)
Allegro appassionato – Adagio – Scherzo – Finale
- Symphonie n° 3 en ré mineur (1938-1943)
Andante Maestoso – Scherzo – Adagio – Rondo

Musique de chambre
- Sextuor à cordes en fa mineur, pour 2 violons, 2 altos, violoncelle et contrebasse (1931-1932)
Allegro non troppo – Scherzo – Adagio molto sostenuto (Tema con variationi) – Scherzo – Finale
- Trio avec piano en fa majeur (1935-1936)
Allegro maestoso – Adagio non troppo – Rondo

Piano
- Sonate pour piano n° 1 en si mineur (1914-1920)
Allegro appassionato – Larghetto (Tema con variationi) – Rondo
- Sonate pour piano n° 2 en fa-dièse mineur (1934-1935)
Allegro con fuoco – Adagio – Scherzo – Finale
- 4 Lieder sans paroles, pour piano

Sacré
- Messe n° 1, pour soprano, contralto, ténor, basse et orgue (entre 1933 et 1934)
- Messe n° 2, pour soprano, contralto, ténor, basse et orgue (1941)

Lieder
- 21 lieder sur l'Intermezzo lyrique de Heine
- Rache, texte de Poridzky
- 5 lieder sur des textes de Daisy von Adelsfeld-Salghetti
- Ave Maria
- 6 lieder autrichiens pour petit orchestre (trois orchestrée des lieder de Heine)
- 4 chansons en anglais, textes de Moore et autres
- Cloches du soir, texte de Thomas Moore
- Pour une fleur, texte de Barry Cornwell
- Mon Cœur est dans les Highlands, texte de Robert Burns

## Discographie
- Symphonie no 2, sonate pour piano no 2 - Buffalo Philharmonic Orchestra, dir. JoAnn Falletta ; Fabio Bidini, piano (2003, Naxos 8.572822) (OCLC 913826336)
- Symphonie no 3, Trio avec piano - Buffalo Philharmonic Orchestra, dir. JoAnn Falletta ; Roman Mekinulov, violoncelle ; Michael Ludwig, violon ; Ya-Fei Chuang, piano (2010, Naxos 8.572236) (OCLC 767879339)
- Messes nos 1 et 2 - South Dakota Chorale, dir. Brian A. Schmidt ; Christopher Jacobson, orgue (janvier 2016, SACD Pantatone PTC 5186 584)